# Civilization II
Sid Meier's Civilization II (prescurtat Civ II), este un joc de strategie pe tururi. Design-ul a fost creat de Brian Reynolds, Douglas Caspian-Kaufman și Jeff Briggs. Deși se numește Sid Meier's Civilization, Sid Meier și nici Bruce Shelley nu au fost implicați la crearea jocului. Civilization II a fost prima dată lansat în 1996 pentru PC și mai târziu pentru Sony PlayStation.
În 2002 Atari a relansat acest joc pentru noile sisteme de opere, de exemplu Windows Me și Windows XP.
Civilization II Multiplayer Gold Edition a fost inclus în setul Civilization Chronicles lansat în 2006.

## Gameplay
A adus numeroase schimbări: o grafică izometrică, noi unități ca avioanele stealth,noi civilizații, noi abilități, noi minuni și noi tehnologii. Dar noutatea principală era Marele Consiliu alcătuit din cinci membri: consilierul militar-generalul, consilierul financiar-afaceristul,   consilierul   diplomatic,   consilierul   tehnologic-savantul   și consilierul cultural-artistul care îl imită pe Elvis Presley. Când nu știi pe ce cale să-ți dezvolți civilizația și vrei un sfat, poți apela la acești consilieri. De exemplu: generalul îți cere să recrutezi soldați, savantul îți cere să descoperi tehnologia clonării, consilierul diplomatic îți cere să faci pace cu zulușii,afaceristul îți cere să mai construiești fabrici, iar Elvis îți cere să contruiesti teatre.Ai de înfruntat ce-i drept diverse contradicții și în perioade de anarhie chiar la certurile interminabile dintre ei. Poți construi multe minuni ca Colosul din Rhodos,Marea Biblioteca, Teatrul lui Shakespeare, Universitatea lui Newton ori poți iniția proiecte   ca   Manhattan   Project   sau   cel   de   descoperire   a   leacului   pentru cancer.Luptele au fost îmbunătățite în sensul că hopliții nu mai pot învinge ușor samuraii de exemplu. Sunt două modalități de obținere a victoriei: exterminarea celorlalte civilizații, strângerea punctelor bonus pentru a avea cel mai mare scorpână în anul 2020 sau cursa spațială pentru a coloniza sistemul Alfa Centauri. 

## Pachete de expansiune
Au fost lansate două pachete de expansiune care au adăugat mai multe noutăți. Primul, Conflicts in Civilization, a inclus 20 de scenarii noi: 12 create de producători jocului, și 8 „Best of the Net” ale fanilor. 
În anul 1999, când Firaxis Games, în colaborare cu Electronic Arts și avându-l cadirector pe Sid Meier, lansa jocul SF Sid Meier's Alpha Centauri, jocul CivilizationII a primit extensia “Test of Time” care continuă povestea din jocul original cândomenirea coloniza o planetă din sistemul Alfa Centauri, adăugând și noi scenarii dejoc.
Al doilea pachet a fost Civ II: Fantastic Worlds, care a adăugat scenarii noi (și un editor de hărți), unul despre colonizarea planetei Marte, unul numit Midgard care are Elven, Goblin, Merman,și alte civilizații imaginare.  Au fost incluse și scenarii inspirate din alte jocuri Microprose ca X-Com, Master of Orion, și Master of Magic "Jr.".  Fantastic Worlds a conținut  de scenarii.